# 네레오카리스
네레오카리스는 지금으로부터 5억 800만년 전에 지금의 캐나다 브리티시 컬럼비아에 위치하는 버지스 셰일에서 서식했던 멸종한 히메노카리나목 절지동물의 한 속이다. 현재 두 종이 알려져 있다.

## 발견사
모식표본과 부모식표본이 튤립 기반층(Tulip beds)의 버지스 셰일 화석산지에서 발견되었다. 이후 2012년에 레그(Legg) 외 연구자 전원이 이 모식종을 '네레오카리스 엑실리스'(Neroecaris exilis)라 명명하고 초기 히메노카리스목으로 보았다. 2013년에는 두 번째로 발굴한 '네레오카리스 브릭시'(Nereocaris briggsi)에 대한 발표논문을 데이비드 A. 레그와 장-베르나르 카롱(Jean-Bernard Caron)이 기재했다.

## 학명의 뜻
속명인 네레오카리스(Nereocaris)는 그리스 신화에서 파도의 신을 뜻하는 '네레우스(Nereus)'와 라틴어로 '게'나 '새우'를 뜻하는 카리스(caris)를 합친 합성어이다. 따라서 그 뜻은 '네레우스 새우'라는 의미를 내포한다. 종소명인 엑실리스(exilis)와 브릭시(briggsi)의 경우 전자는 라틴어로 날씬하다는 의미를 가지고 있으며, 후자는 캄브리아기 절지동물 전문가인 데렉 브릭스(Derek Briggs)의 성을 넣은 것이다.

## 해부적 특징
2013년 논문 분석에 따르면 네레오카리스속의 모든 종은 공통으로 자루 눈과 가운뎃눈을 가졌으며 갈고리 모양의 양 옆으로 압착시킨 듯한 쌍갑을 가지고 있다. 또, 가운데에 있는 삼각형 모양의 꼬리 가시와 그 양 측면으로 연장된 세 마디의 막대형 지느러미를 지니고 있다.

### 네레오카리스 엑실리스
엑실리스 종(N. exilis)은 당대의 절지동물에 비해서는 큰 편이다. 가장 큰 크기를 자랑한 표본의 경우, 몸길이가 142mm이다. 머리의 양 측면과 등면을 두꺼운 각판이 감싸 보호하고 있다. 가슴부는 30~40마디로 구성한다. 각 마디에 다리가 한 쌍씩 달려 있다. 쌍갑의 모양 때문에 다리의 운동성이 제한적이다. 이 특성으로 인해 몸 바로 아래에 있는 것에는 거의 다가갈 수가 없다. 복부는 60마디로 나누어져 있다. 복부 끝은 각각 세 마디로 이루어진 삼각 닻 모양의 지느러미 한 쌍과 짧은 꼬리 마디가 위치해 있다.

### 네레오카리스 브릭시
반면 브릭시 종의 경우 몸길이가 최대 66mm 정도이며 평균 크기는 60mm이다. 머리가슴의 갑각은 납작하고 둥글다. 가슴은 30마디로 구성되어 있고 복부는 36-45마디의 체절로 이루어져 있으며 달걀형 꼬리마디로 끝이 난다.

## 계통분류
2012년 논문에서는 네레오카리스를 히메노카리나목의 초기종으로 받아들였다. 이즈키에르도-로페즈(Izquierdo-López)와 카롱(Caron)의 논문(2022)에서는 네레오카리스속의 두 종 전부를 히메노카리나목의 범주 내에 속한 것으로 보고 있으나 속 자체는 단계통군이 아님을 발견하였다. 이들 두 종은 각기 다른 히메노카리나목의 다른 종들과 밀접한 관련이 있다.

## 같이 보기
- 버지스 셰일
- 히메노카리나목